# 논문박사
논문박사(일본어: 論文博士 론분하카세[*])는 일본에만 있는 박사학위 취득법이다. 박사과정을 이수하지 않고 논문만으로 박사를 취득하는 것이다. 을호박사(일본어: 乙号博士 오츠고하카세[*])라고도 한다.
이에 비하여, 박사과정을 수료하고 지도교수의 지도 하에 논문을 제출해서 얻는 박사학위, 즉 다른 나라의 박사와 같은 박사는 “과정박사(일본어: 課程博士 카테이하카세[*])” 또는 “갑호박사(일본어: 甲号博士 코고하카세[*])”라고 한다. 학위번호를 발급할 때 과정박사는 甲第12345号, 논문박사는 乙第67890号과 같은 식으로 구분한다.
박사과정이 있는 일본 대학들은 기본적으로 가정문제나 기타 이유로 박사과정을 이수할 수 없었지만 학문적 성취가 이미 박사학위를 가진 사람들과 동등하거나 또는 더 뛰어나다고 생각되는 이에게 박사학위를 수여할 수 있다. 이것이 논문박사다. 논문박사는 교수의 지도 없이 작성한 논문의 심사만 통과하면 취득할 수 있다. 제출된 논문은 학위를 수여하는 대학의 위원회에서 심사한다. 
논문박사는 과정박사보다 드물다. 논문박사를 취득하기 위해서는 학위수여대학에서 요구하는 것 이상의 동료평가 논문을 발표한 실적이 있어야 하기 때문이다. 대부분의 경우 논문박사가 과정박사보다 사회경력이 길고 나이도 많다.
일본에만 있는 논문박사 제도를 폐지해야 한다는 의견도 있으며, 박사 취득자 가운데 논문박사의 비율은 계속 감소하고 있다. 그러나 학업의 기회를 갖지 못하고 취업해야 했지만 관공서나 공공연구소 또는 기업에서 경험을 쌓아 박사학위 취득을 희망하는 사람들이 여전히 적지 않으며, 논문박사 제도는 이런 사람들에 대한 평생교육 제도로서 기능하고 있다.
대한민국에도 논문박사 제도가 있었다. 그러나 한국의 논문박사는 신생국으로서 박사 양성과정이 부재하여 박사학위 없이 교수직을 수행하던 교수들에게 박사학위를 주기 위한 구제책으로서 실시되었던 것이다. 한국에서의 논문박사 제도는 소기의 목적을 다하자 1975년 2월 25일 폐지되었다.

## 저명한 논문박사
- 어류학자 아베 토키하루
- 법학자 하라 히데로쿠
- 재무관료 오자키 마모루
- 건축가, 재무관료 야바시 켄키치